# Reika Kakiiwa

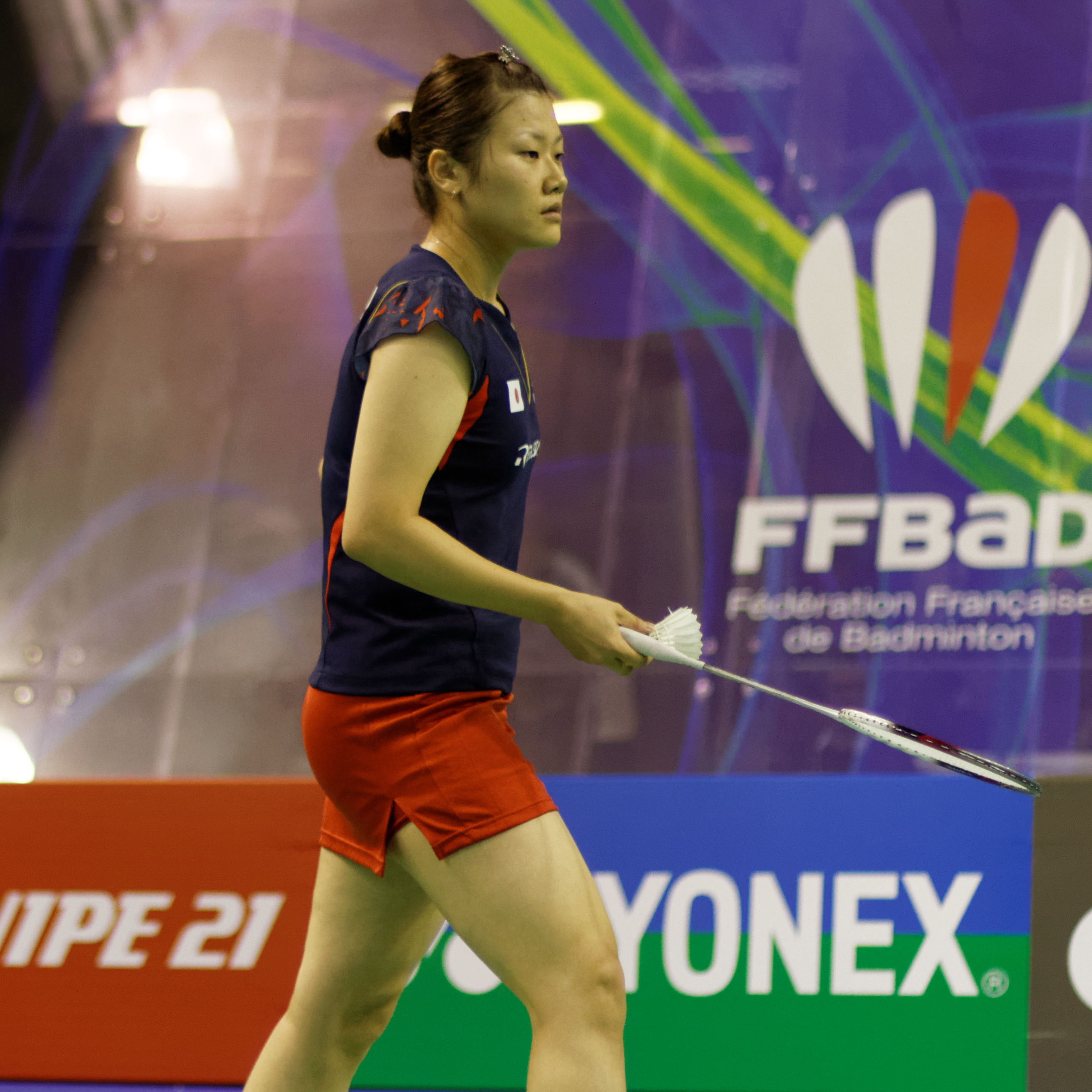
Reika Kakiiwa, French Super Series 2013.

Reika Kakiiwa (jap. 垣岩 令佳, Kakiiwa Reika; * 19. Juli 1989 in Kami-Amakusa, Präfektur Kumamoto) ist eine japanische Badmintonspielerin.

## Karriere
Ihren ersten größeren Erfolg hatte sie bei den landesweiten Mittelschulmeisterschaften 2004, wo sie im Einzel Gold gewann. Nachfolgend besuchte sie die Yamada-Oberschule im nordjapanischen Aomori, auf der auch ihre spätere Teamkollegin Mizuki Fujii, als auch Kaori Imabeppu, Eriko Hirose und Koharu Yonemoto gingen. 2006 gewann sie im Doppel mit Mizuki Fujii sowohl die Badminton- (高校選抜, kōkō sembatsu) als auch die Inter-High-Oberschulmeisterschaften (高校総体, kōkō sōtai).
Sie spielt für die Werksmannschaft von Renesas Semiconductor Kyūshū/Yamaguchi, einer Tochter von Renesas Electronics.
Reika Kakiiwa gewann 2008 die Canadian Open im Damendoppel mit Mizuki Fujii. 2010 wurden beide Zweite bei den Korea Open und den Dutch Open. Bei den Weltmeisterschaften 2009 und 2010 reichte es jedoch nur zu Platz neun. Mit dem japanischen Team wurde Kakiiwa Dritte bei der Team-WM im Uber Cup 2010.

## Sportliche Erfolge
| Saison | Veranstaltung       | Disziplin   | Platz | Name                         |
| ------ | ------------------- | ----------- | ----- | ---------------------------- |
| 2008   | Canadian Open       | Damendoppel | 1     | Reika Kakiiwa / Mizuki Fujii |
| 2009   | Weltmeisterschaft   | Damendoppel | 9     | Reika Kakiiwa / Mizuki Fujii |
| 2009   | All England         | Damendoppel | 9     | Reika Kakiiwa / Mizuki Fujii |
| 2009   | Singapur Open       | Damendoppel | 5     | Reika Kakiiwa / Mizuki Fujii |
| 2010   | Dutch Open          | Damendoppel | 2     | Reika Kakiiwa / Mizuki Fujii |
| 2010   | Korea Open          | Damendoppel | 2     | Reika Kakiiwa / Mizuki Fujii |
| 2010   | Swiss Open          | Damendoppel | 5     | Reika Kakiiwa / Mizuki Fujii |
| 2010   | Weltmeisterschaft   | Damendoppel | 9     | Reika Kakiiwa / Mizuki Fujii |
| 2010   | Denmark Open        | Damendoppel | 3     | Reika Kakiiwa / Mizuki Fujii |
| 2010   | Malaysia Open       | Damendoppel | 5     | Reika Kakiiwa / Mizuki Fujii |
| 2010   | Asienspiele         | Damendoppel | 9     | Reika Kakiiwa / Mizuki Fujii |
| 2010   | Osaka International | Damendoppel | 1     | Reika Kakiiwa / Mizuki Fujii |
| 2010   | Uber Cup            | Damenteam   | 3     | Japan                        |